# Andrej Koščeev
Andrej Igorevič Koščeev (in russo Андрей Игоревич Кощеев?; Leningrado, 25 febbraio 1987) è un ex cestista russo.